# Natura 2000-område nr. 127 Sydfynske Øhav
Natura 2000-område nr. 127 Sydfynske Øhav ligger syd Fyn og består af de centrale dele af øhavet fra Tåsinge i nord til Sydlangeland, Ærø og Marstal Bugt i syd. Natura 2000-området har et areal på 45.000 ha, hvoraf ca. 82 % er hav, og Staten ejer 608 hektar. Det består af et habitatområde H111 og Fuglebeskyttelsesområderne nr. F71 og F72. Hele den nordlige del af området er også Ramsarområde. Området ligger i Svendborg- , Langeland- , Ærø- og Faaborg-Midtfyn Kommune,alle i Region Syddanmark.

## Områdebeskrivelse
Selve havet er meget lavvandet med enkelte dybe render og bassiner, mens Marstal Bugt er en del af den åbne Østersø. Der er indenfor området 5 beboede småøer (uden fast forbindelse) og ca. 30 større og mindre holme.
Natura 2000-område er udpeget på baggrund af en væsentlig tilstedeværelse af følgende naturtyper og arters levesteder:
- store strandenge og kystlaguner (nor), samt skrænter og klinter, overdrev og strandvolde, som er levested for en række fuglearter som alle de 5 kysttilknyttede ternearter, klyde og almindelig ryle.
- marine naturtyper i det store lavvandede havområde med sandbanker, mudder- og sandflader, lavvandede bugter og rev, som udgør fødegrundlaget for både de ynglende og rastende fugle. Blandt de sidste er området særlig vigtigt for knopsvane, sangsvane, mørkbuget knortegås og edderfugl.
- mange ferske søer og moser, bl.a. med rigkær og den sjældne naturtype hvas avneknippemose, og levesteder for klokkefrø, stor vandsalamander samt skæv- og sumpvindelsnegl.

I kystområderne på Tåsinge, Langeland og Ærø er der større strandengsarealer og mange kystlaguner (nor), hvoraf en del med tiden er mere eller mindre afskåret fra havet ved naturlig aflejring af sten og sand, mens andre er afskåret fra havet ved kunstige dæmninger og i varierende omfang afvandet og opdyrket.
I havområdet er der store lavvandede arealer, i alt ca. 370 km² eller 82 % af Natura 2000- området, hvor der findes righoldige plante- og dyresamfund, der danner fødegrundlaget for øhavets store fuglebestande.
Natura 2000-området består af Habitatområde nr. H108 og
ligger i Assens Kommune i Vandområdedistrikt Jylland og Fyn i vandplanopland 1.15 Det Sydfynske Øhav.

## Fredninger
Der er i Natura 2000-området fredninger på i alt 440 ha. bl.a. 54 ha. ved Vejlen på vestsiden af Tåsinge, 126 ha. ved Monnet på sydspidsen af Tåsinge der blev fredet i 1983 , Tryggelev Nor på Langeland, hvor 122 ha. blev fredet i 1987 . Fugleværnsfonden ejer 170 ha på Sydlangeland, som drives som fuglereservater. Omkring halvdelen af den centrale del af området er udlagt som vildtreservat, bl.a. med helt eller delvist adgangsforbud i yngletiden på 13 øer.